# Simone Kirby
Simone Kirby (* 28. Oktober 1976 in Ennis) ist eine irische Theater- und Filmschauspielerin.

## Leben
Simone Kirby war zunächst als Theater-Schauspielerin in Irland tätig. Ab 2005 kamen Angebote für Film und Fernsehen hinzu. In Jimmy’s Hall von 2014 spielte sie „Oonagh“. Für diese Rolle wurde sie für einen IFTA-Award der Irish Film & Television Academy nominiert.
Weitere Rollen waren „Irene O’Donnell“ in der Serie Peaky Blinders und „Annette Rane“ in der Miniserie Clean Break. 2016 spielte sie als „Tyva Hightopp“ in Alice im Wunderland: Hinter den Spiegeln mit. 

## Filmografie (Auswahl)
- 2005: Pure Mule (Miniserie, 6 Folgen)
- 2011: Der letzte Tempelritter (Season of the Witch)
- 2011: Meet Your Neighbours (Miniserie, 6 Folgen)
- 2014: Jimmy’s Hall
- 2014: Peaky Blinders – Gangs of Birmingham (Fernsehserie, 3 Folgen)
- 2015: Clean Break (Miniserie, 4 Folgen)
- 2016: Rebellion (Miniserie)
- 2016: Im Dunkeln sehen (Notes on Blindness)
- 2016: Alice im Wunderland: Hinter den Spiegeln (Alice Through the Looking Glass)
- 2017: England Is Mine
- 2019: Shadow of Violence (Calm with Horses)
- 2019: The Hole in the Ground
- 2019: Silent Witness (Fernsehserie, 2 Folgen)
- 2020: Artemis Fowl
- 2020: Dating Amber
- 2020–2021: His Dark Materials (Fernsehserie, 7 Folgen)
- 2024: Kneecap
- 2025: Video Nasty – Horror ist Kult (Video Nasty, Fernsehserie)